# Гійом-Анрі Дюфур
Ґійом-Анрі Дюфур (Guillaume-Henri Dufour; 15 вересня 1787 — 14 липня 1875, Женева) — офіцер швейцарської армії, інженер-мостобудівник, топограф. Почав службу за Наполеона I, заснував Швейцарське федеральне топографічне відомство і був його першим президентом з 1838 по 1865 роки. У його честь названа найвища точка Швейцарії — Дюфур.
Був членом Женевського благодійного товариства «Женевський союз по підтримці суспільного блага». 17 лютого 1863 року ввійшов до складу «Міжнародного комітету допомоги пораненим», утвореного п'ятьма членами Товариства. Цей орган пізніше став відомий як Міжнародний комітет Червоного Хреста.